# Арутюнян, Вараздат Мартиросович
Варазда́т Мартиро́сович Арутюня́н (арм. Վարազդատ Մարտիրոսի Հարությունյան; 29 ноября 1909, Ван — 20 марта 2008, Ереван) — армянский архитектор и искусствовед, историк армянской архитектуры. Академик Национальной академии наук Республики Армения (1996), доктор архитектуры (1964), профессор (1965). Заслуженный деятель искусств Армянской ССР (1961).

## Биография
Вараздат Арутюнян родился в городе Ван западной Армении в семье портного Мартироса. По поводу даты рождения Вараздат Арутюнян говорил: «Мне неизвестна дата моего рождения… Я её узнал позже. В 1916 году в тифлисском журнале «Амбавабер» опубликовали полный список воспитанников сиротского приюта при церкви Циранавор. Там под номером 204 записано: «Вараздат Тер-Арутюнян, из Вана, 7 лет». Ну я посчитал, что родился в 1909 году, так долгое время и писалось в документах без точной датировки. Когда же в очередной раз менял паспорт, в милиции меня попросили всё-таки дополнить дату. Я и записал: 29 ноября. То есть посчитал, что дата установления Советской власти в Армении — это дата возрождения армянского народа, и следовательно, день моего рождения». Семья Арутюнянов была большая: у родителей Вараздата — отца Мартироса и матери Калипсе было семеро детей: четыре сына и три дочери. Вся семья жила в одном районе под названием Чагли. Жизнь была мирной, счастливой и творческой до геноцида армян.
Из Вана в 1915 году Вараздат Арутюнян попал в сиротский приют при церкви Циранавор в Тифлисе и провел там с братом Арцруном (впоследствии — известный актёр театра и кино, народный артист Армянской ССР) и сестрой два года. Покровительствовал приюту выдающийся армянский поэт и писатель Ованес Туманян.
Детство Вараздата Арутюняна было полно лишений и совершенно безрадостно. В те годы мать Калипсе работала прачкой в разных домах. Постепенно положение ухудшалось, наступили голодные времена, и юные Вараздат с братом Арцруном решили бежать из приюта. Подрабатывали на улицах чисткой обуви, продажей воды. К 1920 году в семье Арутюнянов из девяти человек остались трое: первый член их семьи погиб в Вагаршапате от тифа.

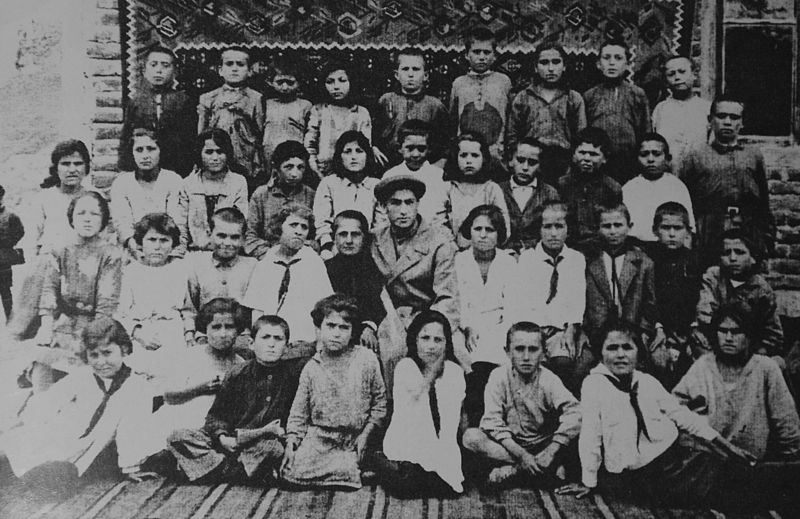
Ученики школы села Шнох. В центре учитель — Вараздат Арутюнян

В 1919 году Вараздат Арутюнян поступил в армянскую рабочую школу № 82 в Тифлисе, получил возможность учится. Он всегда отличался хорошим голосом и способностью хорошо петь. Его учителями пения в школе были выдающийся армянские деятели в области музыки: композитор Армен Тигранян, оперный певец Арменак Тер-Абрамян, композитор Даниел Казарян. В 1926 году был принят в ряды ЛКСМ Армении. В 1927 году из Тифлиса переехал в Лори, и четыре года проработал сельским учителем в сёлах Шнох и Арджис. По словам Арутюняна: «Эти годы для меня явились настоящей школой жизни. Простые люди — крестьяне из села Шнох преподавали мне то, что не преподают ни в одном институте — народную мудрость. Наша сельская школа имела отличный преподавательский состав, и мы, молодые, гордились этим. Вот тогда я и стал активно сотрудничать не только в сельской стенной газете, но и посылать заметки в тифлисскую газету «Мартакоч». Так что если бы я не стал архитектором, наверное, из меня вышел бы неплохой журналист».
В 1930 году был основан Ереванский политехнический институт. В 1931 году Вараздату, как активному комсомольцу и селькору, разрешили ехать в столицу Советской Армении Ереван для продолжения образования. Вараздат поступил на архитектурное отделение строительного факультета Ереванского политехнического института. В том же году студенты начали выпускать многотиражную газету «Советский архитектор», в развитие которой Вараздат внёс большой вклад. В 1937 году он окончил институт с отличием, а в 1938 году его назначили деканом строительного факультета. Сам он не хотел, но стольких арестовали, что не успевали заменять людей на должностях.
В 1939 году Вараздат Арутюнян поступил в аспирантуру Института истории и материальной культуры армянского филиала Академии наук СССР. Там он фундаментально изучил историю, грабар, технику ведения археологических раскопок, архитектурно-археологическое градостроительство. Свою предзащитную практику проходил у академика АН СССР Алексея Викторовича Щусева, высоко ценившего молодого учёного и предлагавшего ему остаться в Москве. Ещё в студенческие годы он с друзьями решил продолжить дело архитектора Тороса Тороманяна — исследование и охранение памятников архитектуры. По этому поводу Арутюнян говорил: «Каждый архитектурный памятник имеет свою тайну. Я не люблю кабинетных исследований, которые строят свои теории на чужих книгах. Пока на сдвинешь камень, не померишь, не найдёшь его точное место, любая реставрация будет неполноценной. Это стало принципом наших исследований».
В годы Великой Отечественной войны Вараздат Арутюнян служил в военном госпитале № 1569 в Цахкадзоре. В 1942 году он был принят в ряды ВКП(б). В 1942—1945 годах Вараздат Арутюнян был заведующим учебной частью Ереванского политехнического института, в 1945—1951 годах был заведующим кафедрой архитектуры.
В 1945 году Вараздат Арутюнян возглавил Комитет по охране памятников архитектуры при Совете Министров Армянской ССР и остался на этой должности до 1951 года. В 1946 году он защищает диссертацию на соискание учёной степени кандидата архитектуры — первую в Армении, по теме «Архитектурные памятники Двина V—VII веков», которая была издана в 1950 году. В 1951 году Вараздат Арутюнян назначается на должность заведующего сектором истории и теории искусства Академии наук Армянской ССР. На этой должности Вараздат Арутюнян остался до 1953 года.
Многие годы своей жизни Вараздат Арутюнян посвятил архитектурному комитету Святого Эчмиадзина: в 1956—1972 годах он был членом и научным секретарём комитета, а с 1972 года до самой смерти он возглавлял комитет. Он принимал участие в реализации строительных проектов католикосов Геворга Чорекчяна, Вазгена I, Герегина I и Гарегина II.

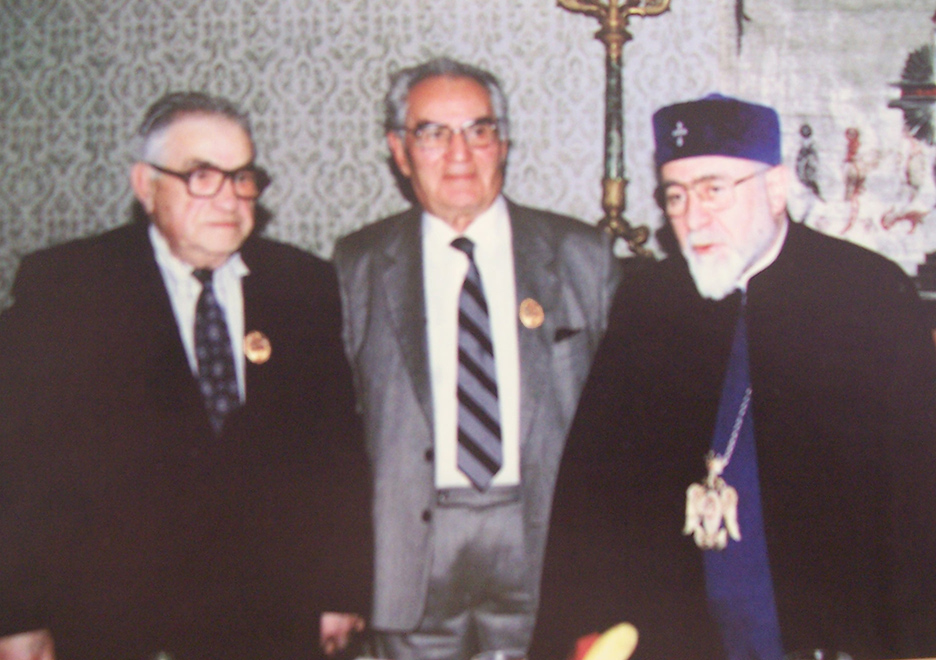
Враздат Мартиросович и Багдасар Айрапетович награждаются медалью Св. Григория Просветителя из рук Гарегина I

В 1964 году он защищает диссертацию на соискание учёной степени доктора архитектуры в Ленинградском институте имени Репина — первую в Армении, по теме «Градостроительство в древней и средневековой Армении», которая была издана в 2004 году. В 1965 году Вараздат Арутюнян получает звание профессора.
Имя Вараздата Арутюняна непрерывно связано с Союзом архитекторов Армении. В 1949—1962 годах он был заместителем председателя Союза архитекторов, а в 1962—1974 годах шестым председателем правления. Он так же избирался членом правления Союза архитекторов СССР.
С 1977 года до самой смерти Вараздат Арутюнян возглавлял Общество по охране исторических памятников, которое было организовано его усилиями в 1964 году.
В последующих годах Вараздат Арутюнян занимался преподаванием в Ереванском политехническом институте. В 1996 году Вараздат Арутюнян был избран академиком Национальной Академии наук Армении.
Вараздат Мартиросович Арутюнян скончался 20 марта 2008 года в Ереване, в возрасте 98 лет.

## Награды и звания

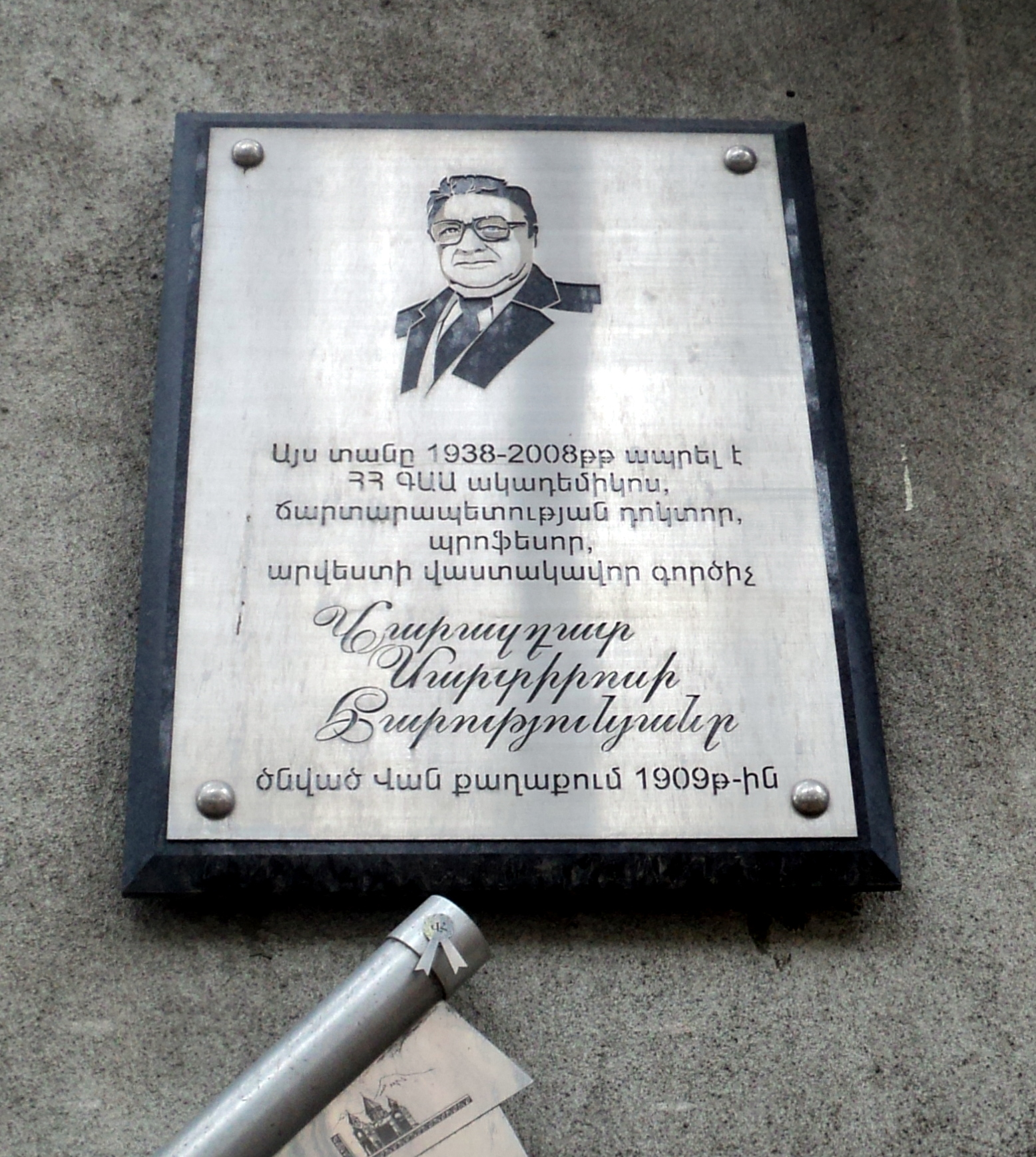
Мемориальная доска. Ереван, ул. Сарьяна, 13

- Орден Трудового Красного Знамени (17.06.1981)
- Два ордена «Знак Почёта» (1953, 1966)
- Ордена Армянской Апостольской церкви «Святой Григор Лусаворич» (1996) и «Святые Саак и Месроп» (2003)[8]
- Заслуженный деятель искусств Армянской ССР (1961) — за развитие советской армянской архитектуры, за заслуги в области подготовления кадров, за творческие и общественные заслуги[9]
- Две Почётные грамоты Президиума Верховного Совета Армянской ССР (1945, 1970)[3]
- Медаль За трудовую доблесть
- Медаль «В ознаменование 100-летия со дня рождения Владимира Ильича Ленина» (1970)
- Медаль «За оборону Кавказа»[10]
- Медаль «За победу над Германией в Великой Отечественной войне 1941—1945 гг.»[10]
- Медаль «За доблестный труд в Великой Отечественной войне 1941—1945 гг.»[10]
- Медаль «Ветеран труда»
- Медаль «Маршал Баграмян» (1997)[10]
- Медаль Анании Ширакаци (1999)[11]
- Золотая медаль имени Таманяна (2002) — за плодотворную работу в области сохранения и развития национальных традиций армянской архитектуры
- Памятная медаль имени Фритьофа Нансена (2003) — за научную и общественную работу в области обвинения Геноцида армян и за установление гуманитарных принципов
- Премия имени Тораманяна АН Армянской ССР (1978) — за работы, посвящённые армянской архитектуре[12]
- Премия президента РА (2005) — за сборник «Проблемы истории и теории армянского градостроительства и архитектуры»[13]
- Премия «Ваган Текеян» (2005) — за книгу Восстановление архитектурных памятников
- Почётный гражданин Еревана (2004) — за вклад в области сохранения и реконструкции исторических архитектурных памятников и градостроительства Еревана
- Почётный житель деревни Шнох Алавердского района (1966)
- Почётный член Международной Академии Архитектуры (2001)[14]
- Почётный профессор Архитектурного института Грузии (1995)
- Заслуженный профессор Государственного инженерного университета Армении (2002)
- Почётный доктор Государственного инженерного университета Армении (2003) — за огромный вклад в области истории армянской архитектуры и выдающийся роль в области развития архитектурного образования и приобретения мировой высокой значимости Государственного инженерного университета Армении
- Золотая памятная медаль Государственного инженерного университета Армении (2004)
- Почётный член Союза писателей Армении (2002)[15]
- Энциклика Католикоса всех армян Вазгена I (1978)
- Энциклика Католикоса всех армян Гарегина II (2003).

## Основные работы
Основные труды посвящены истории и теории армянской средневековой и современной архитектуры, жизни и деятельности выдающихся армянских архитекторов.
Имеет большой вклад в области подготовления архитектурных кадров, восстановления, охранения и пропаганды армянских средневековых памятников.